# Frederick Ramón de Bertodano
Frederick-Ramón de Bertodano y Wilson (1871-1955), viii marqués del Moral, fue un aristócrata con doble nacionalidad británica y española.
Nacido en 1871, creció en Australia. Sirvió en el ejército británico en la segunda guerra bóer.
Fue uno de los principales propagandistas del bando sublevado en Londres durante el primer año de la guerra civil española, ya desde los primeros días del conflicto. Destacó como difusor del bulo justificador del golpe de julio de 1936, de que iba haber acontecido un golpe de Estado comunista en España, enviando documentos falsos al Foreign Office en agosto de 1936.
Se retiró en 1947 a Salisbury, Rodesia del Sur, donde falleció en 1955.